# Ax-les-Thermes
Ax-les-Thermes (en occitano: Acs) es una localidad y comuna francesa en la región de Occitania (región), departamento francés del Ariège, en el distrito de Foix, situada en los Pirineos franceses y construida en las orillas del río Ariège. 
Está integrada en la Communauté de communes des vallées d'Ax.
A sus habitantes se le denomina por el gentilicio Axéens.

## Demografía
| 1628 | 1688 | 1562 | 1478 | 1489 | 1441 |
| Para los censos de 1962 a 1999 la población legal corresponde a la población sin duplicidades (Fuente: INSEE [Consultar]) |      |      |      |      |      |

## Lugares de interés
- Balnearios de aguas termales.
- Estación de esquí de Ax 3 Domaines.

## Ciudades hermanadas
- Palafolls